# پاراشچوی چیری‌آزی
پاراشچوی چیری‌آزی (انگلیسی: Parashqevi Qiriazi؛ زاده: ۲ ژوئن ۱۸۸۰ – ۱۹۷۰) زبان‌شناس اهل آلبانی و یک معلم آلبانیایی که زندگی خود را وقف الفبای آلبانی و دستور زبان آلبانیایی کرد. او تنها زنی بود که در کنفرانس مونستر شرکت کرد و فرم الفبای آلبانیایی را تصویب کرد و بنیان‌گذار «یلی منجزیت» یک انجمن زنان است.
پاراشچوی همچنین در ۱۹۱۹ به عنوان یک عضو جامعه آلبانیایی آمریکایی شرکت‌کننده در کنفرانس صلح پاریس بود.